# Cai Wu

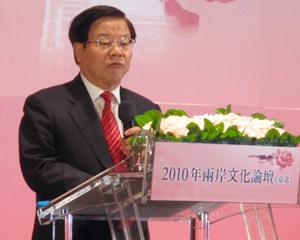
蔡武>br>Cai Wu

Cai Wu (idioma chino: 蔡武; Pinyin: Cài Wǔ; Gansu, 1949) es un político comunista chino. Ministro de Cultura de la República Popular China.

## Biografía
Cai Wu nació en la Provincia de Gansu, en octubre de 1949. Durante la Revolución Cultural, fue obligado a dejar su casa en la región Wudu de Gansu. Primero estuvo en el condado de Gaotai, luego trabajó en las minas de hulla del condado de Shandan. Simultáneamente, trabajó como oficial de comunicaciones para el diario Gansu Daily.
En octubre de 1976, Cai fue trasladado a la autoridad de Carbón de Gansu, llegando al cuerpo de asuntos políticos. Luego de pasar la Evaluación Nacional de Ingreso al Bachillerato, Cai ingresó a la Universidad de Pekín en 1978. Especialista en política internacional, dio clases de en la Escuela de Relaciones Internacionales después de su graduación.
En 1983, Cai se une a la Liga Juvenil Comunista de China, desempeñándose como ministro jefe de la Liga Central del Ministerio de Comunicación Internacional, antes de ser promovido llegando a ser miembro del Comité Permanente de la Liga Central, y la persona encargada de la problemática nacional de la juventud.
En 1995, Cai llega a ser analista del Departamento Internacional del Comité Central del Partido Comunista de China, y en el mismo año asume el cargo de Secretario asistente del departamento. En 1997, es nombrado ministro del departamento. En agosto del 2005, Cai se convierte en Jefe de la Oficina de Información del Consejo de Estado. En marzo del 2008, fue nombrado como Ministro de Cultura.
Cai Wu es miembro del 17.º Comité Central del Partido Comunista de China y profesor de Relaciones Internacionales de la Universidad de Renmin. También posee el grado de Doctor en Leyes.